# FM-2030
Fereidoun M. Esfandiary byl americko-íránský transhumanistický filozof a futurolog (15. října 1930, Brusel – 8. července 2000, New York), který si později změnil jméno na FM-2030.
FM-2030 byl jedním z prvních profesorů futurologie. Vyučoval nové koncepty člověka na New School University v New Yorku v USA. Založil hnutí optimistických futurologů UpWingers a v roce 1973 publikoval futurologický manifest Up-Wingers. A Futurist Manifesto (1973).

## Filozofie transhumanizmu
Svůj nový koncept člověka nazval termínem Transhuman, což vzniklo spojením anglických slov transitory human – přechodný člověk. Tímto termínem nazýval lidi, kteří adaptovali technologie, životní styly a vnímání světa, která jsou přechodem k posthumanitě.
FM-2030 považoval transhumanizmus za počáteční manifestaci nových evolučních bytostí. Za znaky transhumanity považoval protézy, plastickou chirurgii, intenzivní využívání telekomunikací, kosmopolitní pohled na svět, světoběžnický životní styl, androgynismus, zprostředkovanou reprodukci, absenci náboženské víry a odmítání tradičních rodinných hodnot.
FM-2030 předvídal ve své knize Telespheres (1977) vznik telemedicíny, televzdělávání a telebankovnictví.

## Publikované knihy
- The Day of Sacrifice (1959)
- The Beggar (1965)
- Identity Card (1966), překlad do češtiny: Věra Kubíčková, vyšlo pod názvem Občanský průkaz, Praha : Odeon, 1972[1]
- Up-Wingers. A Futurist Manifesto (1973)
- Telespheres (1977)
- Optimism One. The Emerging Radicalism (1970)
- Are You a Transhuman? Monitoring and Stimulating Your Personal Rate of Growth in a Rapidly Changing World (1989)

## Nové jméno FM-2030
FM-2030 si změnil své původní jméno, jako naději a víru, že bude žít až do oslav svých stých narozenin v roce 2030. Podle jeho slov konvenční jména definují minulost osoby: jeho předky, etnickou příslušnost, národnost, náboženství. Nejsem ten, kým jsem byl před deseti lety a určitě ne ten, kterým budu za dvacet let. Jméno FM-2030 odráží mé přesvědčení, že léta okolo roku 2030 budou magickou dobou. V roce 2030 budeme nesmrtelní a každý bude mít vynikající příležitost žít navždy. Rok 2030 je sen a cíl.

## Transhumanizmus jako nová fáze evoluce
FM-2030 považoval nesmrtelnost jen za další fázi evoluce, o nic více senzační než vzpřímenou chůzi nebo schopnost řeči, a určitě ne o nic méně senzační než vznik života z neživé hmoty.
FM-2030 ve své knize Optimism One. The Emerging Radicalism (1970) uváděl jako nové revolucionáře naší doby genetiky, biology, fyziky, kryonology, biotechnology, jaderné vědce, kosmology, radioastronomy, kosmonauty, sociální vědce, dobrovolníky mládežnických skupin, internacionalisty, humanisty, spisovatele science-fiction, normativní myslitele, vynálezce… Tito a další podle FM-2030 revolucionizují podmínky lidského života v jeho základech. Jejich výsledky a cíle přesahují nejradikálnější ideologie starého řádu.
FM-2030 podlehl rakovině slinivky břišní a dal se zmrazit prostřednictvím kryonické suspenze v Alcor Life Extension Foundation v Scottsdalu v Arizoně, USA.